# Edwin Retamoso
Edwin Retamoso Palomino (Abancay, 23 de fevereiro de 1982) é um futebolista profissional peruano que atua como médio-defensivo, atualmente defende o Real Garcilaso.